# أبراهيم أباد (نغار بردسير)
أبراهيم أباد (بالفارسية: ابراهیم‌آباد) هي قرية تقع في إيران في البلدة المركزية.